# 恋色マリアージュ
『恋色マリアージュ』は2012年10月26日にま〜まれぇどより発売された18禁恋愛アドベンチャーゲームである。

## ストーリー
（出典：）
主人公・琴城直は明治時代から続く老舗の旅館・琴城の跡取り息子である。近年は立地条件や不景気などの影響で、琴城旅館は没落しかけていた。
ある日琴城に、新興財閥である森川グループの総裁・森川剛健から融資の話が持ちかけられる。資金援助の条件として、直は剛健の一人娘である森川美穂乃との結婚を迫られる。直は美穂乃との同棲生活を始めるが、結婚に反対している美穂乃の態度は冷たいものだった。

## 登場人物

### メインキャラクター
琴城 直（ことしろ なお）
本作の主人公。琴城旅館の跡を継ぐべく修行をしている。幼いころに交通事故によって両親を失っている。
森川 美穂乃（もりかわ みほの）
声 - 本山美奈
誕生日 - 3月21日
身長 - 158 cm / B/W/H - 84(D)/56/86
森川グループ総裁の一人娘。父親の命令で直と結婚することになった。結婚には反対しており、直に対して冷たい態度を貫いている。直のことを決して名前で呼ばず、「旦那様」と呼んでいる。お嬢様として育ったため、優雅な雰囲気をまとっている。
秋吉 ねここ（あきよし ねここ）
声 - 御苑生メイ
誕生日 - 10月1日
身長 - 148 cm / B/W/H - 70(A)/55/75
直の幼なじみで、琴城旅館の板長の娘。数年前から琴城旅館で仲居として働いている。快活な性格の持ち主である。直を「ぼっちゃま」と呼び、甲斐甲斐しく身の回りの世話をしようとする。胸の成長が止まりつつあることが悩みである。
ルリアスティス・T・御厨（ルリアスティス・T・みくりや）
声 - 遠野そよぎ
誕生日 - 4月14日
身長 - 155 cm / B/W/H - 77(B)/55/80
北欧の王族の血を引く少女。画家としての才能が見込まれており、世間の注目を集めている。しかし、本人は大人しい性格で騒がれることが苦手である。そのため、世間の関心が薄れるまで琴城旅館に滞在することを決める。
鷹宮 久遠（たかみや くおん）
声 - 松井彩夏
誕生日 - 9月18日
身長 - 167 cm / B/W/H - 87(E)/57/88
美穂乃の付き人。直より年上だが、同じクラスに通っている。美穂乃の世話役で、母親のように過保護である。

### サブキャラクター
鹿島 つぐみ（かしま つぐみ）
声 - 一色ヒカル
誕生日 - 11月16日 / 身長 - 164cm
琴城旅館の仲居。鹿島姉妹の妹である。噂好きであり、彼女に秘密が漏れると尾ひれがついて大変なことになる。自分勝手な性格だが、女将である琴城菖蒲には逆らえない。「小悪魔じゃなくてマジ悪魔のつぐみ」という異名を持つ。
鹿島 ひばり（かしま ひばり）
声 - 木下やや
誕生日 - 4月27日 / 身長 - 167cm
琴城旅館の仲居。鹿島姉妹の姉である。妹同様噂好きであり、彼女にかかるとどんな話も街中に広まってしまう。気ままな性格だが、女将の前では礼儀正しく振る舞う。「壊れたスピーカー・弾丸トークのひばり」という異名を持つ。
琴城 菖蒲（ことしろ あやめ）
声 - 松田美菜
誕生日 - 2月28日 / 身長 - 163cm
直の祖母で、琴城旅館の女将を務めている。両親がいない直を、旅館が継げるように立派に育ててきた。
秋吉 鉄五郎（あきよし てつごろう）
声 - 山本兼平
誕生日 - 1月3日 / 身長 - 181cm
琴城旅館の板長で、ねここの父親。律儀な性格で、菖蒲に受けた恩を返すために琴城旅館で働いている。
森川 剛健（もりかわ ごうけん）
声 - Prof.紫龍
誕生日 - 10月29日 / 身長 - 178cm
美穂乃の父親。一代で森川グループを築き上げた有能な経営者である。その辣腕っぷりは財界でも恐れられていて、「財界の第六天魔王」と呼ばれている。琴城旅館へ融資をする代わりに、直と美穂乃の結婚話を提案した。
蜂須賀 友矢（はちすか ともや）
声 - 逢坂良太
誕生日 - 5月19日 / 身長 - 175cm
直のクラスメイトにして悪友。ホテル蜂須賀リゾートの跡取りであり、似た立場である直のことに対してライバル心を燃やしている。自信家で気取った発言をする。

## スタッフ
（出典：）
- 原画 - さそりがため（美穂乃、ねここなど）、ちこたむ（ルリアスティスなど）、村上水軍（久遠など）[6]
- SD原画 - ここのか
- シナリオ - 三日堂、吉川芳佳
- ディレクター - 武内よしみ
- CGチーフ - ぱんろっほ
- 背景 - CWF美術部

## 主題歌
オープニングテーマ「my sweet heart」
作詞 - 天ヶ咲麗 / 作編曲 - iyuna / 歌 - solfa feat.霜月はるか
エンディングテーマ「恋のメロディー」
作詞 - 天ヶ咲麗 / 作編曲 - iyuna / 歌 - solfa feat.茶太
森川美穂乃 イメージソング「思い出のカケラ」
作詞 - 天ヶ咲麗 / 作編曲 - 橋咲透 / 歌 - solfa feat.鹿乃
秋吉ねここ イメージソング「スマイルハッピー」
作詞 - 天ヶ咲麗 / 作編曲 - 伊吹ユキヒロ / 歌 - solfa feat.yuiko
ルリアスティス・T・御厨 イメージソング「day by day」
作詞 - 天ヶ咲麗 / 作曲 - iyuna / 編曲 - 伊吹ユキヒロ / 歌 - solfa feat.C'est si bon
鷹宮久遠 イメージソング「ふたつの手」
作詞 - 天ヶ咲麗 / 作編曲 - 伊吹ユキヒロ / 歌 - solfa feat.iyuna

## 関連商品
- 『恋色マリアージュ』 キャラクターソング&サウンドアルバム[4]
本作のOP・ED・BGMに加えて、各キャラクターのイメージソングを収録している。2012年10月26日発売。2,500円（税抜）。
| #         | タイトル                                      | 作詞      | 作曲         | 時間 |
| --------- | --------------------------------------------- | --------- | ------------ | ---- |
| 1.        | 「my sweet heart」(歌：solfa feat.霜月はるか) |           | iyuna        | 3:28 |
| 2.        | 「思い出のカケラ」(歌：solfa feat.鹿乃)       |           | 橋咲透       | 5:01 |
| 3.        | 「スマイルハッピー」(歌：solfa feat.yuiko)    |           | 伊吹ユキヒロ | 4:30 |
| 4.        | 「day by day」(歌：solfa feat.C'est si bon)   |           | iyuna        | 3:31 |
| 5.        | 「ふたつの手」(歌：solfa feat.iyuna)          |           | 伊吹ユキヒロ | 4:01 |
| 6.        | 「sunshine step」                             |           | solfa        | 2:40 |
| 7.        | 「POP'N SMILE」                               |           | solfa        | 2:24 |
| 8.        | 「姉妹のテーマ」                              |           | solfa        | 3:20 |
| 9.        | 「琴城の流儀」                                |           | solfa        | 2:53 |
| 10.       | 「静穏な調べ」                                |           | solfa        | 2:14 |
| 11.       | 「星降る夜」                                  |           | solfa        | 2:31 |
| 12.       | 「暗い兆し」                                  |           | solfa        | 1:48 |
| 13.       | 「urgency」                                   |           | solfa        | 1:44 |
| 14.       | 「impulsive attack」                          |           | solfa        | 2:32 |
| 15.       | 「・・・あれれ!?」                            |           | solfa        | 2:30 |
| 16.       | 「to feel uneasy」                            |           | solfa        | 3:00 |
| 17.       | 「lost song」                                 |           | solfa        | 2:07 |
| 18.       | 「大切なひと」                                |           | solfa        | 1:57 |
| 19.       | 「memories」                                  |           | solfa        | 1:29 |
| 20.       | 「抑えられない想い」                          |           | solfa        | 2:15 |
| 21.       | 「my sweet heart (piano arrange version)」    |           | solfa        | 2:34 |
| 22.       | 「恋のメロディ (piano arrange version)」      |           | solfa        | 2:28 |
| 23.       | 「my sweet heart (active arrange version)」   |           | solfa        | 2:28 |
| 24.       | 「恋のメロディ (orgel arrange version)」      |           | solfa        | 2:32 |
| 25.       | 「恋のメロディ」(歌：solfa feat.茶太)         |           | iyuna        | 4:18 |
| 合計時間: | 合計時間:                                     | 合計時間: | 70:15        |      |